# Герб Раквере
Герб Ра́квере (ест. Rakvere vapp) — офіційний символ міста Раквере, адміністративного центру мааконду Ляяне-Вірумаа. Затверджений 29 квітня 1994 року.

## Опис
Герб являє собою розітнутий щит із зображенням стародавньої золотої корони з трьома зубцями, прикрашеної двома великими та двома малими білими коштовними каменями. Ліва половина щита червоного кольору, а права — синього. Під короною розташована золота шестипроменева зірка.

## Значення
Золота корона символізує владу, а золота шестипроменева зірка — процвітання. Синій колір символізує великодушність, чесність, вірність і бездоганність. Червоний — символізує хоробрість, мужність, любов, а також кров, пролиту в боротьбі.

## Історія
Найдавніше відоме зображення герба Раквере датується 1390 роком. На ньому зображена голова коронованого туру під шестипроменевою зіркою. Цей герб було зображено на печатці. Існують припущення, що місто отримало його разом з любекським правом.
4 жовтня (15 жовтня) 1788 року Катериною II був затверджений новий герб міста Везенбергъ з описом: «Везенбергський старий. В срібному полі золота зірка з короною».

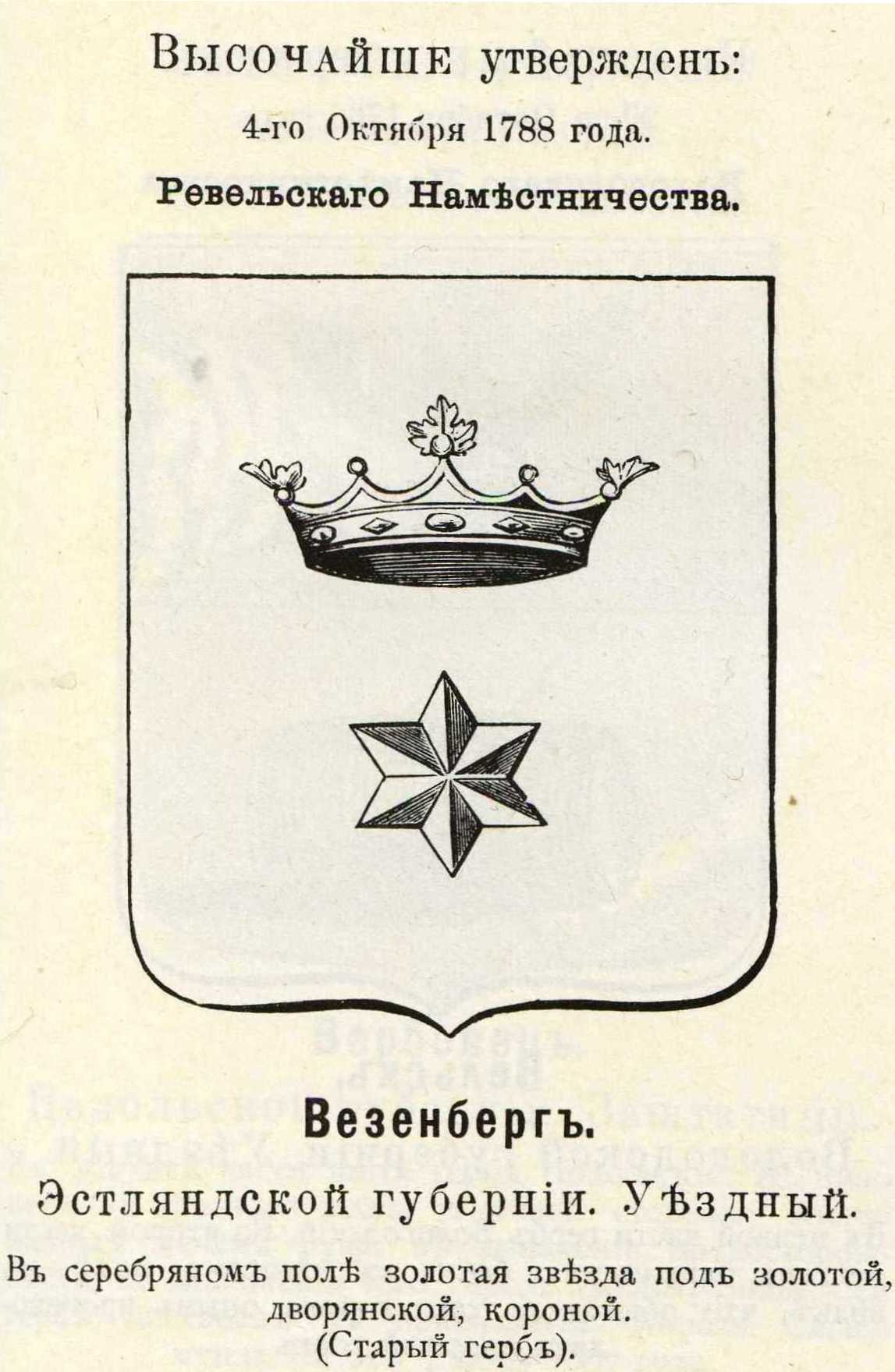
старий герб 1788 р. з Вінклера

Року 1866 у Департаменті герольдії Правительствуючого Сенату Російської імперії під керівництвом колезького радника Карла Кене за правилами, затвердженими наказом імператора Олександра II від 4 липня (16 липня) 1857 року був підготовлений проект нового герба: «У блакитному полі золота шестипроменева зірка, у супроводі золотої корони над нею. У вільній частині герб Естляндської губернії. Щит увінчаний срібною міською короною і обрамований золотим колоссям, з'єднаним Олександрівською стрічкою».
Герб затверджений у 1788 році порушував головне правило геральдики — заборону накладання металу (золото) на метал (срібло), і року 1909 містом був затверджений новий проект, що складався з червоного іспанського щита із золотою короною над шестипроменевою зіркою. Але проект не було затверджено російським імператором і цей герб був прийнятий лише 23 серпня 1934 року в незалежній Естонії. 
16 грудня 1937 року герб був знов змінений: щит розтятий на синю та червону половини із золотою короною над шестипроменевою зіркою. В Естонській РСР герб Раквере на використовувався. Після відновлення Естонією незалежності — Раквере затвердив сучасну версію герба.